# European League maschile 2013
L'European League di pallavolo maschile 2013 si è svolta dal 13 giugno al 14 luglio 2013, con la fase finale giocata a Marmaris, in Turchia. Al torneo hanno partecipato 12 squadre nazionali europee e la vittoria finale è andata per la prima volta al Belgio.

## Regolamento
Dopo la prima fase a gironi con formula del girone all'italiana con gare di andata e ritorno, le prime classificate, la miglior seconda e la nazionale del paese organizzatore (nal caso in cui quest'ultima si qualificasse ai primi due posti nella prima fase, accederebbe l'altra seconda classificata) si sono qualificate per la Final Four, giocata con semifinali e finali.

## Gironi
| Girone A                            | Girone B                             | Girone C                            |
| ----------------------------------- | ------------------------------------ | ----------------------------------- |
| Austria Belgio Danimarca Slovacchia | Montenegro Rep. Ceca Spagna Ungheria | Bielorussia Croazia Israele Turchia |

## Fase finale -Marmaris
|  | Semifinali | Semifinali | Semifinali |         |        | Finale 1º/2º posto | Finale 1º/2º posto | Finale 1º/2º posto |  |
|  |            |            |            |         |        |                    |                    |                    |  |
|  | Rep. Ceca  | Rep. Ceca  | 0          |         |        |                    |                    |                    |  |
|  | Rep. Ceca  | Rep. Ceca  | 0          |         |        |                    |                    |                    |  |
|  | Belgio     | Belgio     | 3          |         |        |                    |                    |                    |  |
|  | Belgio     | Belgio     | 3          |         | Belgio | Belgio             | 3                  |                    |  |
|  |            |            |            |         | Belgio | Belgio             | 3                  |                    |  |
|  |            |            | Croazia    | Croazia | 0      |                    |                    |                    |  |
|  | Turchia    | Turchia    | Croazia    | Croazia | 0      | 2                  |                    |                    |  |
|  | Turchia    | Turchia    |            |         |        | 2                  |                    |                    |  |
|  | Croazia    | Croazia    | 3          |         |        | Finale 3º/4º posto | Finale 3º/4º posto | Finale 3º/4º posto |  |
|  | Croazia    | Croazia    | 3          |         |        |                    |                    |                    |  |
|  |            |            |            |         |        |                    |                    |                    |  |
|  |            |            |            |         |        | Rep. Ceca          | Rep. Ceca          | 3                  |  |
|  |            |            |            |         |        | Rep. Ceca          | Rep. Ceca          | 3                  |  |
|  |            |            |            |         |        | Turchia            | Turchia            | 1                  |  |

## Classifica finale
| Pos | Squadra     | Rosa |
| --- | ----------- | --- |
|     | Belgio      | Formazione: 1 Van den Dries, 2 Verschueren, 3 Deroo, 4 Coolman, 6 Dejonckheere, 7 Klinkenberg, 8 Claes, 10 Van de Voorde, 11 Verhanneman, 12 van Walle, 13 Tuerlinckx, 14 Derkoningen, 15 D'Hulst, 16 Valkiers, 17 Rousseaux, 20 Lecat, 21 Heyrman, CT: Baeyens                                |
|     | Croazia     | Formazione: 1 Zhukouski, 2 Sabljak, 3 Galić, 4 Nojić, 5 Ščerbakov, 6 Raič, 8 Šarčević, 9 Sedlaček, 10 Ćosić, 11 Jurčević, 12 Peterlin, 13 Zimakijević, 14 Išek, 15 Tropan, CT: Simuncić |
|     | Rep. Ceca   | Formazione: 2 Mauler, 3 Boula, 4 Hýský, 6 Linz, 7 Holubec, 8 Sobotka, 10 Kopáček, 11 Zajíček, 12 Kriško, 14 Bartoš, 16 Široký, 18 Ticháček, 20 Janouch, 21 Finger, 23 Kuliha, 24 Juracka, CT: Bernard                                                                                          |
| 4   | Turchia     | Formazione: 1 Kıyak, 2 Bozan, 3 Çapkınoğlu, 4 Toy, 5 Yeşilbudak, 6 Gökgöz, 7 Ayvazoğlu, 8 Subaşı, 9 Coşkun, 10 Batur, 11 Yılmaz, 12 Yücel, 13 Gök, 14 Karaağac, 15 Koç, 16 Tanık, 17 Cin, 18 Kılıç, 20 Elgaz, 21 Cihan, 22 Tekeli, 23 Demirciler, 24 Güngör, 25 Şahin, 26 Yenipazar, CT: Bašić |
| 5   | Montenegro  | Formazione: 1 Minić, 3 Babić, 4 G. Ćuk, 5 Šuljagić, 6 Ćaćić, 7 Rašović, 8 Marković, 9 Papović, 10 Radunović, 11 B. Ćuk, 12 Milivojević, 14 Vujović, 15 Strugar, 17 Ječmenica, CT: Matijašević                                                                                                  |
| 6   | Slovacchia  | Formazione: 1 Bencz, 2 Masný, 3 Kohút, 4 Palgut, 5 Kubš, 6 Hupka, 7 Michalovič, 9 Ondrušek, 10 Piovarči, 12 Paták, 13 Chrtianský Jr, 15 Zaťko, 16 Hriňák, 17 Gavenda, 19 Hruška, 20 Kašper, 21 Javorčík, CT: Chrtianský Sr                                                                     |
| 7   | Bielorussia | Formazione: 1 Radziuk, 2 Audochanka, 3 Charapovich, 4 Antanovič, 5 Busel, 6 Akulich, 7 Achrem, 8 Zhehzdryn, 10 Kurash, 11 Zabarouski, 12 Haramykin, 13 Likharad, 15 Mikanovich, 17 Vertelko, 18 Vash, 19 Pranko, 20 Marozau, 22 Miskevič, CT: Sidelnikov                                       |
| 8   | Spagna      | Formazione: 1 Ruiz, 3 Noda, 4 Trinidad, 5 Altayo, 6 Delgado, 8 Vigil, 9 Rocamora, 10 Fernández, 11 Bruque, 12 Osorio, 13 Llabrés, 14 Fornés, 15 Villena, 16 Mora, 18 González, CT: Muñoz |
| 9   | Austria     | Formazione: 1 Kroiss, 2 Schneider, 3 Wohlfahrtstätter, 4 Binder, 6 Ringseis, 7 Koraimann, 8 Ichovski, 9 Zass, 10 Kienbauer, 11 Guttmann, 12 Berger, 14 Thaller, 16 Tusch, 17 Blagojević, 18 Tröthann, 20 Unterberger, CT: Warm                                                                 |
| 10  | Israele     | Formazione: 1 Osokin, 2 Katzenelson, 3 Hershko, 6 Batchkala, 10 Levitan, 11 Poylov, 12 Vinarsky, 14 Ben Gal, 15 Shoval, 18 Sokolov, 19 Ohana, 20 Milstein, CT: Bar Netzer |
| 11  | Danimarca   | Formazione: 1 Jensen, 2 Knudsen, 3 Bitsch, 4 Varming, 5 Gade, 6 Mørkeberg Sørensen, 7 Thomsen, 8 Jacobsen, 12 Ditlevsen, 13 Bonnesen, 14 Christiansen, 15 Mikelsons, 16 Stenderup, 17 Olufsen, 18 Huss, 19 Mikelsons, CT: Sturm                                                                |
| 12  | Ungheria    | Formazione: 1 Szabó, 2 Bagics, 3 Nagy, 4 Tóth, 5 Dömötör, 6 Magyar, 7 Dávid, 8 Gergye, 9 Kovács, 10 Kaszap, 11 Nemeth, 13 Nacsa, 14 Baróti, 16 Szabó, CT: György |